# Cylindropuntia deserta
Cylindropuntia deserta är en kaktusväxtart som först beskrevs av David Griffiths, och fick sitt nu gällande namn av Donald John Pinkava. Cylindropuntia deserta ingår i släktet Cylindropuntia, och familjen kaktusväxter. Inga underarter finns listade i Catalogue of Life.